# Melanchra accipitrina
Melanchra accipitrina là một loài bướm đêm trong họ Noctuidae.